# Tetramorium minimum
Tetramorium minimum är en myrart som först beskrevs av Bolton 1976.  Tetramorium minimum ingår i släktet Tetramorium och familjen myror. Inga underarter finns listade i Catalogue of Life.